# El Oro (Estado de México)
El Oro è un comune e una città dello Stato federato del Messico, nel Messico, il cui capoluogo è la località di El Oro de Hidalgo.

## Origini del nome
Si ritiene che El Oro significa Teocuitlapilli in Nahuatl; cioè “ciò che gli dei ci hanno lasciato in eredità”, in relazione al metallo estratto dalle loro terre. Il nome venne successivamente mantenuto dopo la scoperta dei giacimenti nei dintorni del paese.

## Storia
El Oro è stata fondata nel 1787 da minatori che acquistarono il terreno dalla Hacienda di Tultenango. Inizialmente apparteneva al territorio di Ixtlahuaca, ma alla scoperta dell'oro, la terra divenne proprietà della Corona Spagnola. Nel 1793, la comunità mineraria ottenne lo status di comune e l'autorità sulle comunità vicine, nel 1835, le diverse miniere d'oro, situate nei dintorni della città, attirarono la presenza di molti lavoratori anche stranieri, la cui influenza è notevole nell'architettura della sede municipale, tanto che fino agli anni '80 del 900 ebbe anche una sua stazione ferroviaria che la collegava a Tultenango, sulla linea per Città del Messico. El Oro è stato dichiarato comune con due decreti, uno emesso nel 1901 e l'altro nel 1902, che gli hanno conferito il nome ufficiale di El Oro de Hidalgo. Nel 1926, un certo numero di miniere, iniziarono a ridurre la produzione, affermando che i giacimenti erano stati sfruttati. La situazione peggiorò nel 1937, quando l'unica miniera rimasta operativa, chiamata Dos Estrellas, situata tra El Oro e Tlalpujahua, ridusse la produzione e successivamente chiuse nel 1958. A metà Nel XX secolo, El Oro rimase con solo 2.500 residenti. Da quel momento, l'economia del paese si è rivolta al commercio, all'industria leggera, all'artigianato e recentemente al turismo. La città è stata nominata Pueblo Magico dall'Assessore al Turismo dal 23 novembre 2011.

## Clima
El Oro ha clima tropicale semi umido, la temperatura media è di 14 °C. il mese più caldo è aprile, con 22 °C, e gennaio il più freddo, con 11 °C. La piovosità media è di 1.188 millimetri all'anno. Il mese più piovoso è luglio, con 252 millimetri di pioggia, il meno piovoso è marzo, con 12 millimetri. (INEGI).
| Mesi                                                             | Gen. | Feb. | Mar. | Apr. | Mag. | Giu. | Lug. | Ago. | Set. | Ott. | Nov. | Dic. |
| ---------------------------------------------------------------- | ---- | ---- | ---- | ---- | ---- | ---- | ---- | ---- | ---- | ---- | ---- | ---- |
| Temp. max. °C                                                    | 20   | 25   | 30   | 36   | 32   | 28   | 20   | 20   | 18   | 19   | 20   | 19   |
| Temp. min °C                                                     | 1    | 3    | 5    | 7    | 8    | 7    | 2    | 4    | 4    | 6    | 4    | 2    |
| Piogge in mm.                                                    | 15   | 30   | 12   | 23   | 69   | 207  | 252  | 237  | 191  | 100  | 34   | 15   |
| Periodo: 2007-2008 Instituto Nacional de Estadística y Geografía |      |      |      |      |      |      |      |      |      |      |      |      |

## Amministrazione

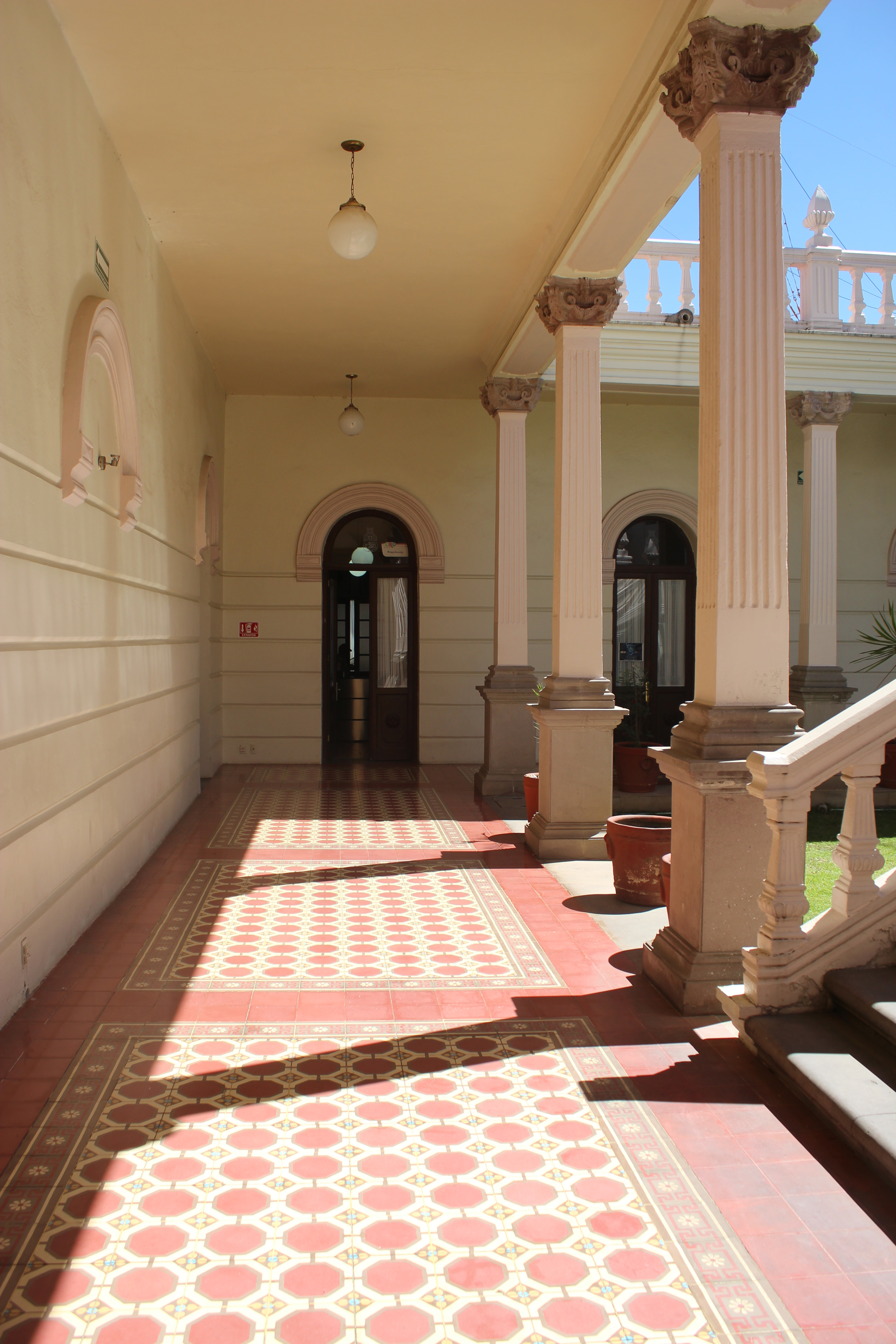
Interno del Palacio Municipal

Come nella maggior parte dei comuni del Messico, le elezioni municipali si tengono ogni tre anni. Il consiglio municipale è composto dal Presidente Municipal, (il sindaco), e dai consiglieri municipali, il cui numero varia a seconda del governo in carica.
| NOME                              | PERIODO   | PARTITO |
| --------------------------------- | --------- | ------- |
| Rigoberto Armando Quintana Luna   | 2000-2003 | PRI     |
| María Guadalupe Gutiérrez Moreno  | 2003-2006 | PRI     |
| Gilberto López Martínez           | 2006-2009 | PAN     |
| Gabriel Pedraza Sánchez           | 2009-2012 | PRI     |
| Rogelio Fernando Garnica Zaldivar | 2012-2015 | PRI     |
| Cristina Sabina Cruz Hernández    | 2015-2018 | PRI     |
| Marco Antonio Barranco Sánchez    | 2019-2021 | PRI     |
| Non disponibile                   | 2021-2024 | ?       |
| Juana Elizabeth Díaz Peñaloza     | 2024-2027 | MORENA  |

## Luoghi di interesse

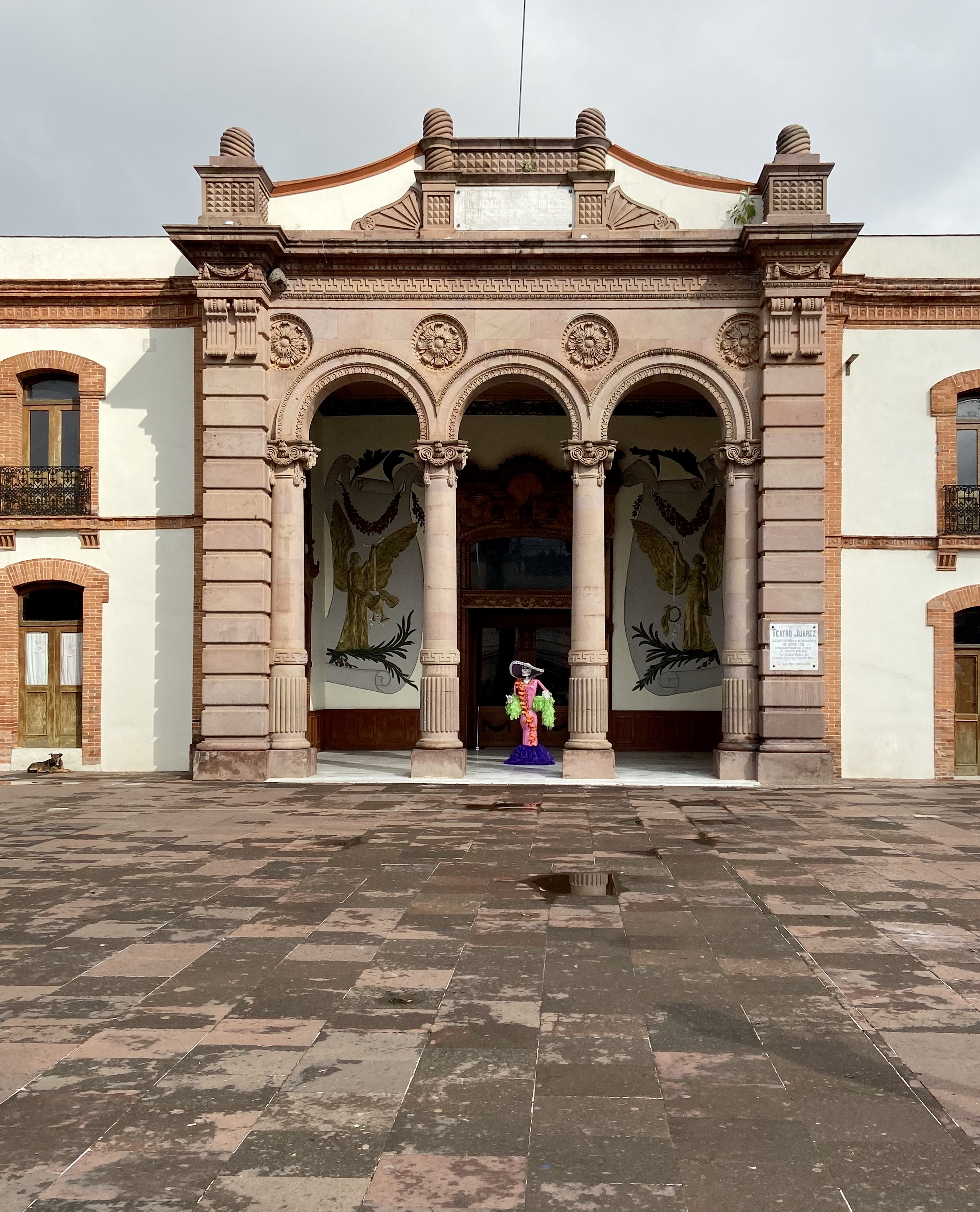
Ingresso del Teatro Juárez, El Oro

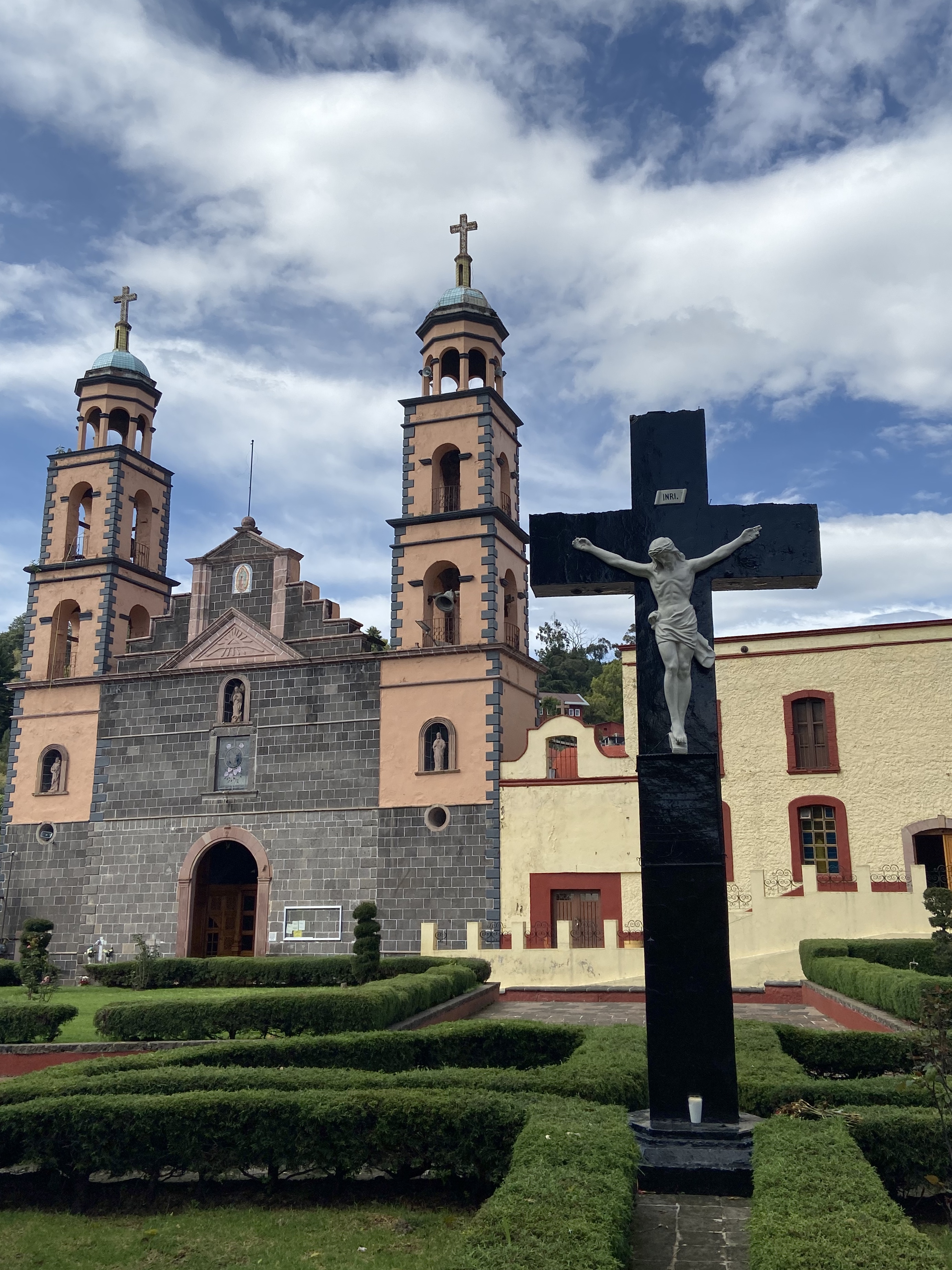
Parroquia de Santa María de Guadalupe

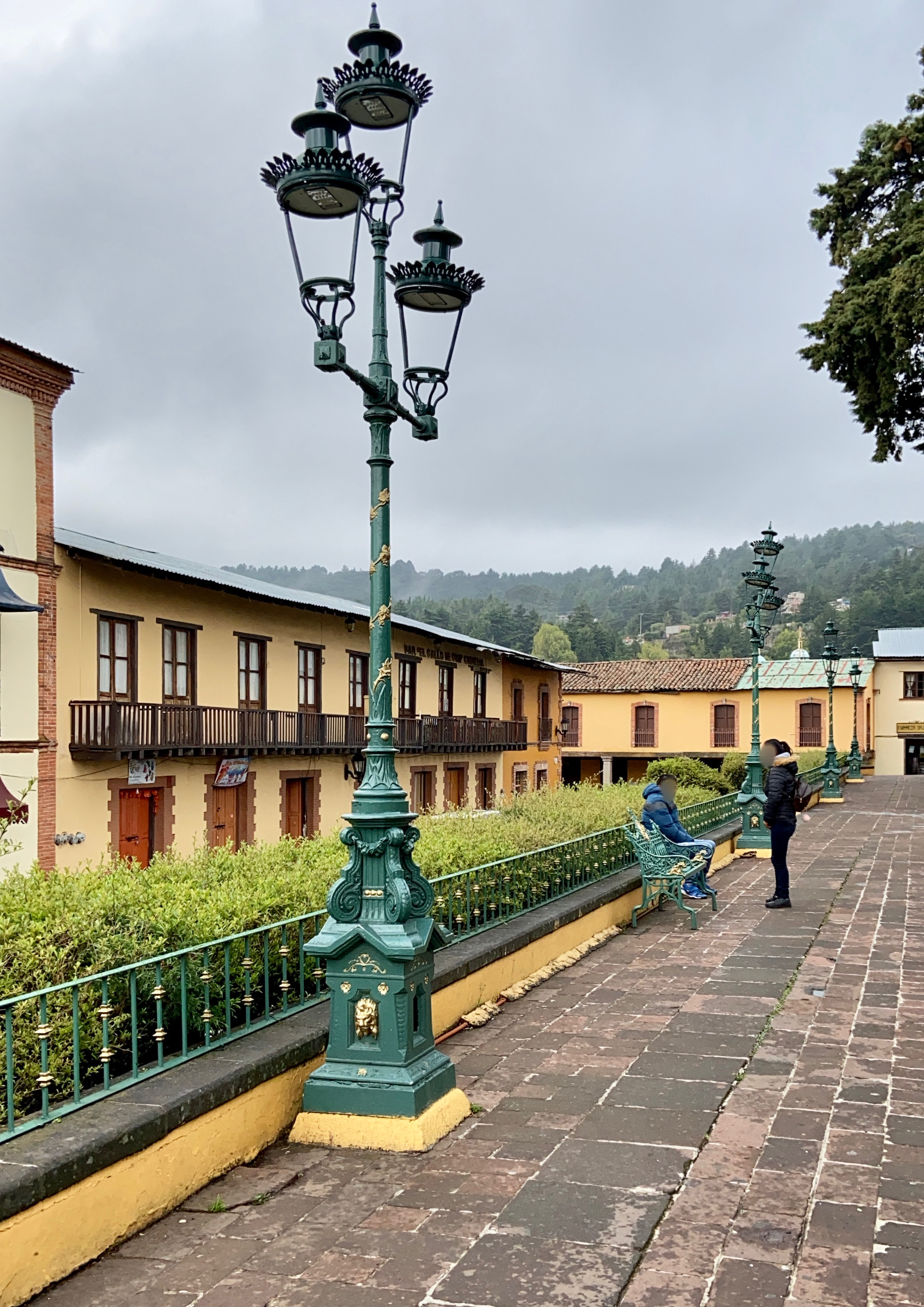
Piazza principale

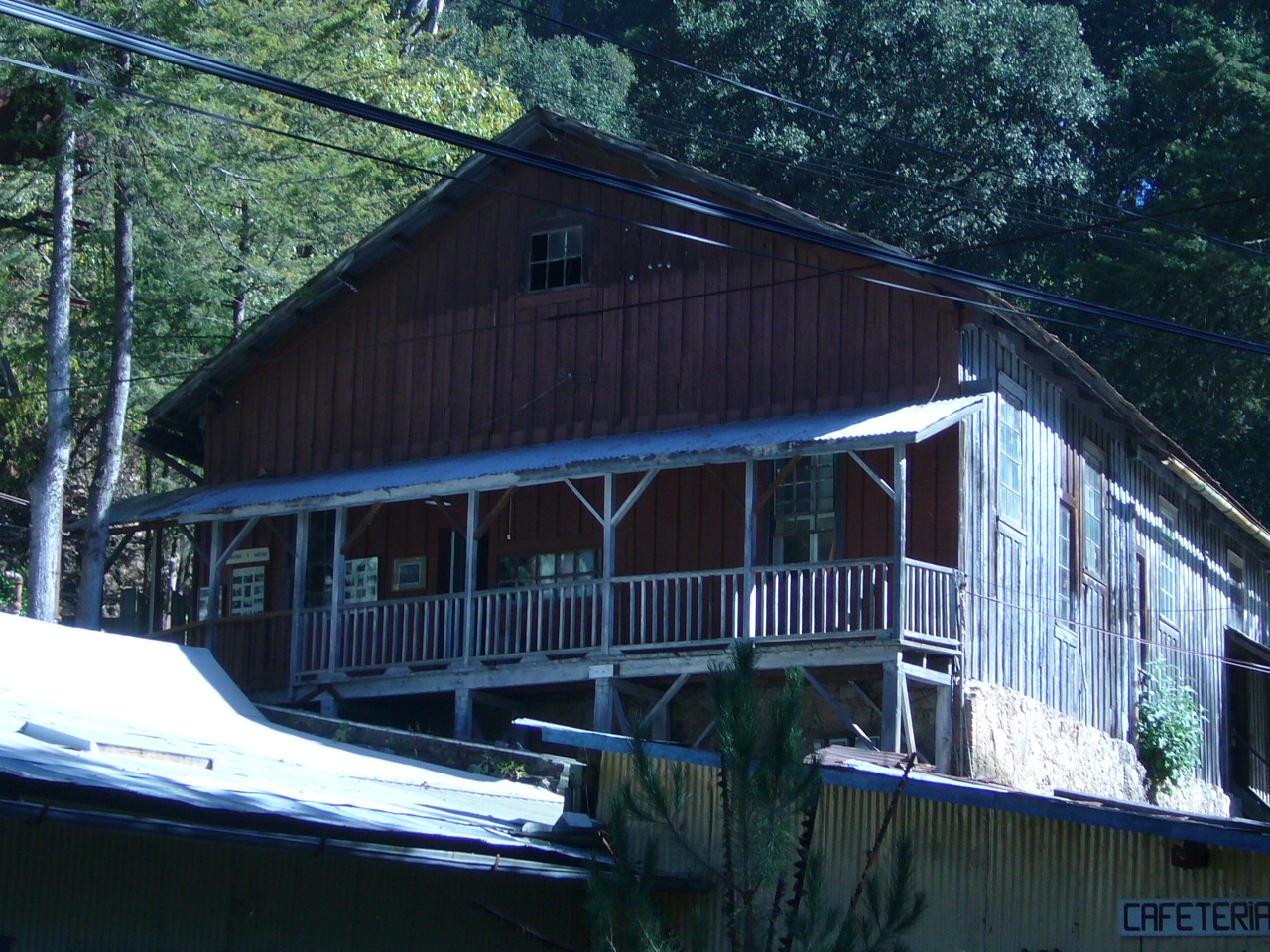
Mina Dos Estrellas, El Oro

El Oro fa parte del circuito dei "Pueblos Magicos" del Messico, il centro storico è ricco di palazzi risalenti all'epoca del periodo coloniale spagnolo, tra quelli più meritevoli si segnalano:
- Palacio Municipal: è una palazzo che si distingue per le linee e le decorazioni nelle finiture in legno dell'atrio, all'interno è possibile ammirare il "Murale Genesis Minera", che racconta la storia della città.
- Parroquia de Santa María de Guadalupe: è una chiesa in stile neoclassico, si venera Santa Maria de Guadalupe, la sua costruzione iniziò nel 1783, con muri di mattoni e tetti in tegole spagnole.
- Teatro Juárez: costruito in stile neoclassico con una facciata di cava rosa, durante gli anni del boom Mara Conesa o il tenore Enrico Caruso sono stati presentati qui, ancora oggi si continuano a presentare spettacoli di prima classe.
- Mercado Municipal: è un mercato di generi alimentari e articoli vari, si dice che sia uno dei più belli dello stato del Messico.
- Museo del Ferrocarril: Era la stazione ferroviaria di El Oro, attualmente funge da museo. Ospita fotografie e strumenti che venivano utilizzati nella stazione ferroviaria, come macchine da scrivere, portabiglietti, calcolatrice manuale, manometro a vapore d'aria, chiodi per binari, fotografie e altro materiale.
- Museo de Minería de El Oro: è un museo che ospita fotografie e documenti sull'attività mineraria. L'esposizione mostra l'impatto di questa attività sullo sviluppo della regione, sulla conservazione dei macchinari e delle attrezzature di estrazione. Alcune altre attrazioni del sito sono la sala espositiva temporanea di dipinti e il pozzo della miniera.
- Centro Artigianale: in questo mercato si può trovare una varietà di prodotti realizzati nella regione.
- Socavón San Juan: È una delle miniere del passato minerario di El Oro, testimone delle dure condizioni di lavoro che i lavoratori dovevano affrontare. Recentemente è stata riabilitata in modo che i turisti possano entrare a 300 metri di profondità e conoscere l'esperienza degli ex minatori.
- Tiro Norte: è una struttura in legno che era l'ingresso dei minatori e che oggi viene utilizzato come belvedere.
- Casa de la Cultura Abraham Ángel: si trova nel centro del paese ed è stata creata il 28 agosto 1985.

## Artigianato locale
El Oro si distingue per essere un comune a vocazione artigianale che si è caratterizzato per la produzione di diversi mestieri. Il suo sviluppo è avvenuto grazie all’attività mineraria. Attualmente, esistono 713 insegnanti e maestri artigiani, secondo il Registro dei Maestri e degli Artigiani dell'Istituto per la Ricerca e la Promozione dell'Artigianato dello Stato del Messico, nell'agosto 2023.

## Gastronomia
Viene prodotta una delle bevande emblematiche dello Stato del Messico, come la chiva, realizzata con 21 erbe, tra cui menta, camomilla, menta, melissa, peshtó, maro, quasia e la prodigiosa, tra le altre. Queste erbe devono essere essiccate al sole su stuoie, per preservare tutte le loro proprietà. Altri liquori sono preparati con frutta e conserve di stagione, come marmellate e peperoncini sott'aceto. Per quanto riguarda la panificazione artigianale, vari tipi pane vengono prodotti da panifico artigianali, in forni a legna.

## Festività locali
Oltre alle festività nazionali Messicane, a El Oro si tengono anche le seguenti feste locali: 
- Carnevale, si svolge da febbraio a marzo, dove si tiene una sfilata con i carri delle diverse istituzioni del comune e si vendono prodotti artigianali.
- Il 29 settembre si svolge una grande festa in onore di San Miguel Arcángel.
- Il 12 dicembre si svolge la festa della Vergine di Guadalupe.

## Trasporti
Autobus: El Oro dispone di un terminal degli autobus, vicino al centro della città, un paio di compagnie fanno la spola circa ogni 1 o 2 ore nell'arco della giornata con Città del Messico, alla Central de Autobuses de Poniente, Metro Observatorio L1, il percorso richiede circa 2,30 ore.
Strade: La carretera federal 5 collega El Oro con Tlalnepantla e Città del Messico, (gratuita), la carretera federal 14 collega El Oro con San Agustín Berros, (gratuita), dove si collega con la federal 15 per Toluca, (gratuita), infine la carretera El Oro-Maravatio de Ocampo, collega le rispettive località, (gratuita).
Aeroporti: L'Aeroporto Lic. Adolfo López Mateos International Airport, di Toluca de Lerdo, (AIT) dista 106km, l'Aeroporto Benito Jusrez di Città del Messico (MEX) dista 165km.